# Sin lado izquierdo
«Sin lado izquierdo» es una canción balada compuesta e interpretada por el cantautor mexicano Marco Antonio Solís y producida por Solís, para su quinto álbum de estudio como solista Razón de sobra (2004).

## Antecedentes y significado
La canción fue lanzada como el sencillo principal del disco por la discográfica Fonovisa y se convirtió en otro gran éxito más del cantautor en México.
La canción habla sobre el dolor de dejar una relación en la que el cantante no era la prioridad de la otra persona. 

## Posicionamiento en listas
| Lista (2005)                     | Máxima posición |
| -------------------------------- | --------------- |
| Argentina Top 100 Singles Chart  | 84              |
| U.S. Billboard Latin Pop Airplay | 21              |
| México Top 100                   | 45              |